# Morgenröthe-Rautenkranz
Morgenröthe-Rautenkranz este o comună din landul Saxonia, Germania.
1. ↑  GeoNames